# 阿爾瓦波塞

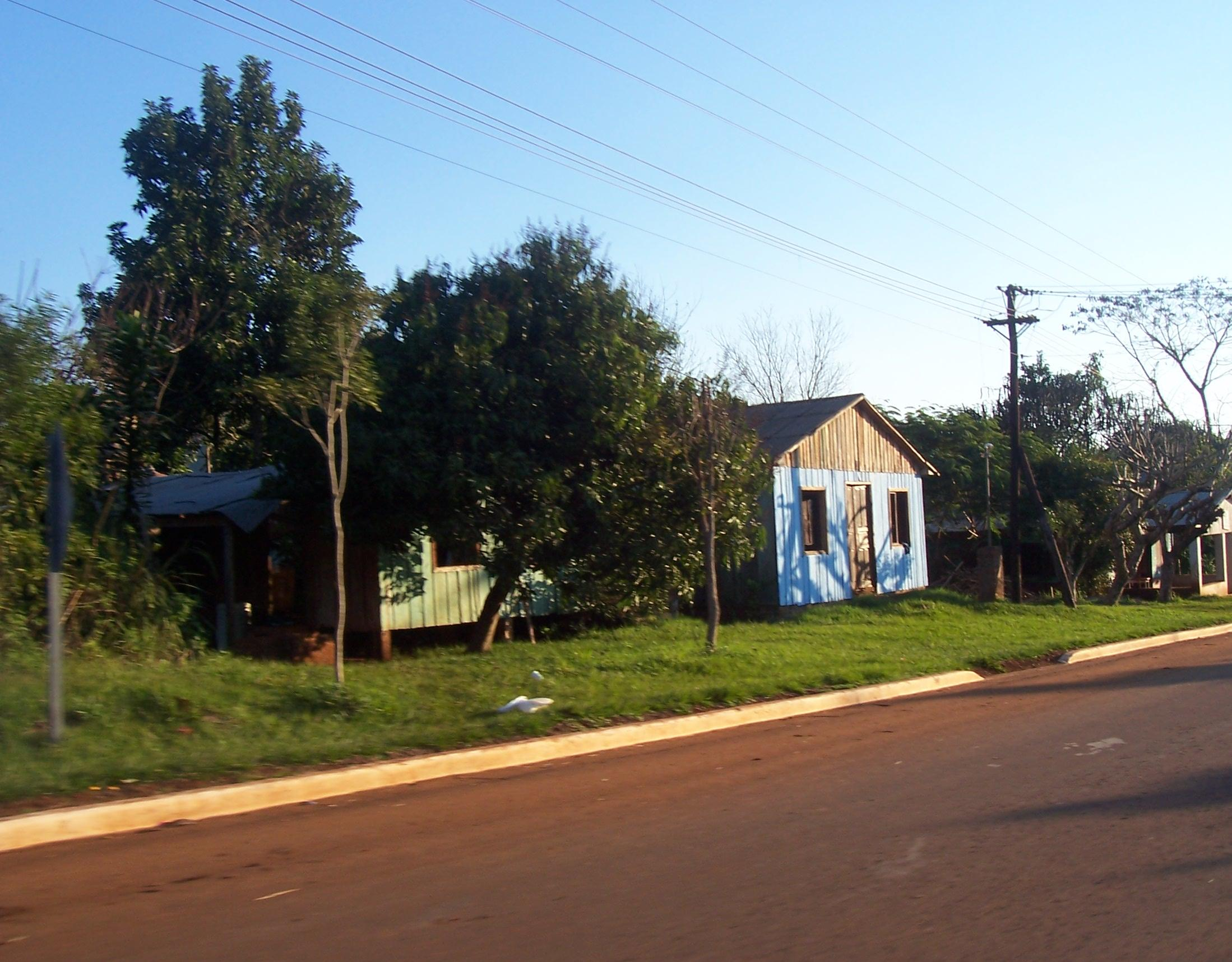

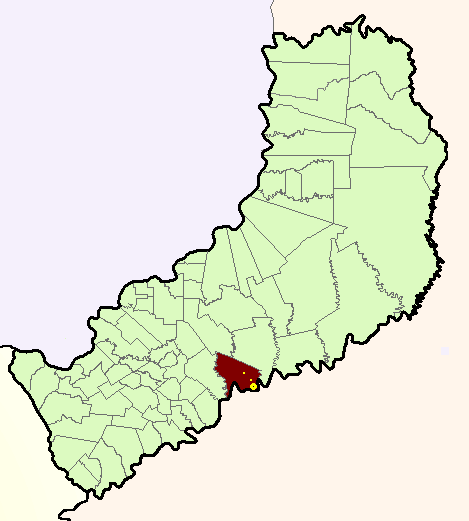

阿爾瓦波塞（西班牙語：Alba Posse），是阿根廷的城鎮，位於該國東北部米西奧內斯省，是五月二十五日縣的首府，面積405平方公里，2001年人口481，人口密度每平方公里17人。